# Asambleas del Partido Republicano de 2008 en Puerto Rico
Las asambleas republicanas de Puerto Rico, 2008 fueron el 24 de febrero de 2008. John McCain ganó todos los 20 delegados (y el apoyo de los 3 superdelegados) durante la convención en Puerto Rico.

## Resultados
| Candidatos    | Votos | Porcentajes | Delegados |
| ------------- | ----- | ----------- | --------- |
| John McCain   | 188   | 90.38%      | 23        |
| Mike Huckabee | 10    | 4.80%       | 0         |
| Ron Paul      | 9     | 4.33%       | 0         |
| Total         | 208   | 100%        | 23        |